# Cot Seutui
Cot Seutui är ett berg i Indonesien.   Det ligger i provinsen Aceh, i den västra delen av landet, 1 700 km nordväst om huvudstaden Jakarta. Toppen på Cot Seutui är 680 meter över havet.
Terrängen runt Cot Seutui är lite bergig.Runt Cot Seutui är det mycket glesbefolkat, med 4 invånare per kvadratkilometer. I omgivningarna runt Cot Seutui växer i huvudsak städsegrön lövskog.